# San-Damiano
San-Damiano é uma comuna francesa na região administrativa de Córsega, no departamento da Alta Córsega. Estende-se por uma área de 5,72 km². 